# Traditio legis

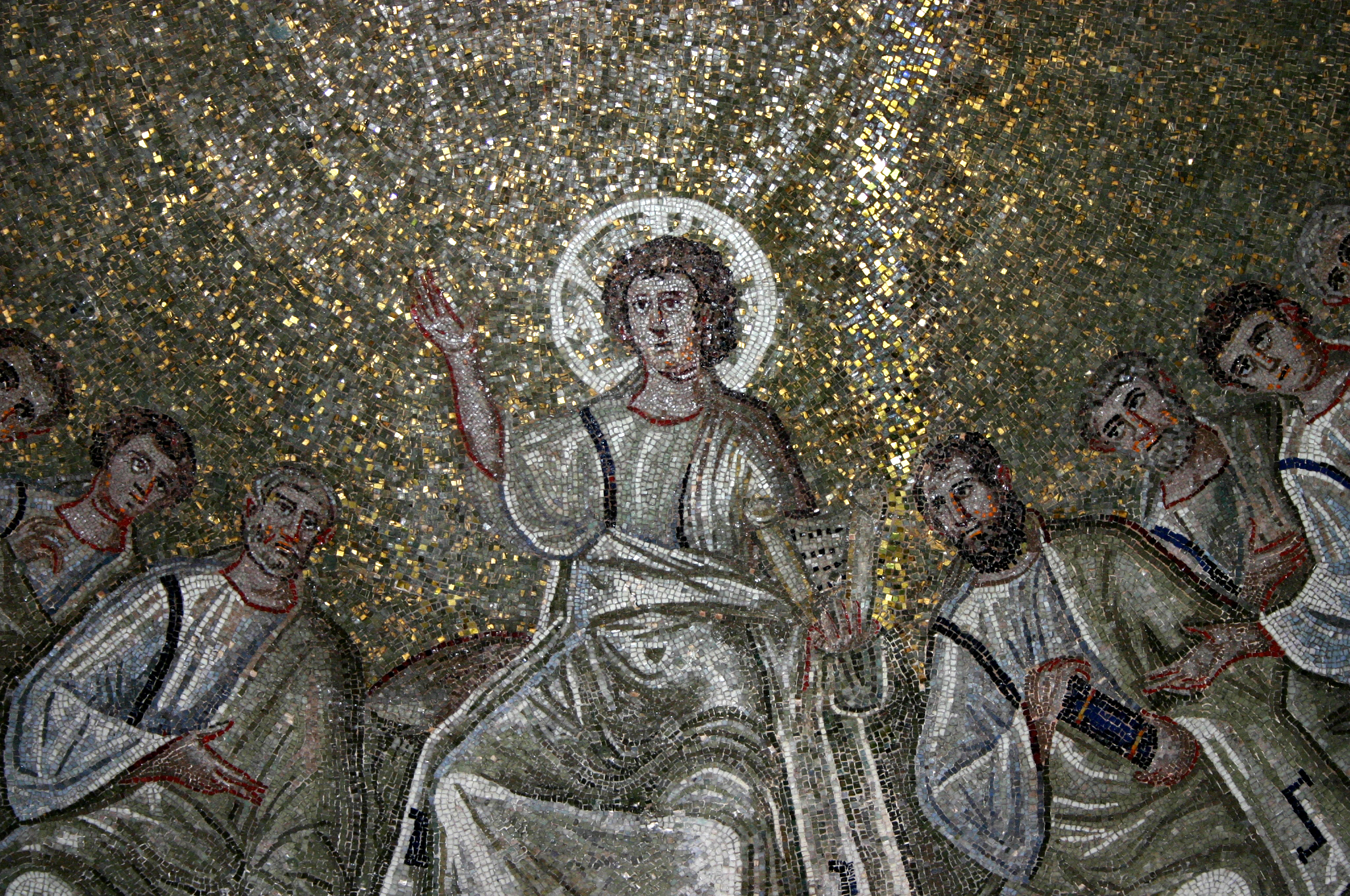
Mosaico del ábside de la Capilla de San Aquilino en la Basílica de San Lorenzo (Milán),.

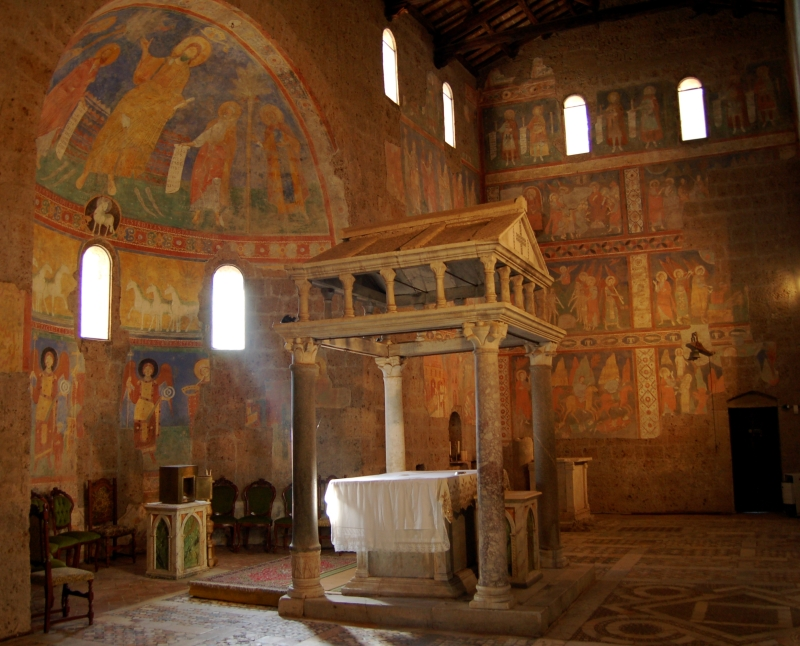
Fresco del ábside de la Basílica de Santa Elia (Sant'Elia presso Viterbo).

Traditio legis ("entrega de la ley" en latín) es la denominación de un tema iconográfico extendido por el ámbito territorial del Imperio romano con el arte paleocristiano, y posteriormente utilizado en el arte carolingio, otoniano y románico. Representa a Jesucristo en el momento de entregar un rollo, que representa la Ley divina, al apóstol San Pedro, en presencia del apóstol San Pablo. Simboliza la transmisión del mensaje evangélico a los apóstoles. El contenido teológico, de gran importancia para el cristianismo, se destaca visualmente con riqueza de detalles. Su sentido político es claro: la primacía de Pedro y la institución del papado, identificada con él. Un concepto semejante era el del tema denominado traditio clavis o traditio clavium, en que Pedro recibe las llaves de la Iglesia o llaves del Reino.
Inicialmente elaborado con técnicas escultóricas y musivarias, rápidamente se extendió a otras artes, como la eboraria, la orfebrería, la pintura mural, la miniatura, etc. Se comenzó a usar en contextos funerarios, siendo las primeras muestras en sarcófagos (habitualmente en estuco).
La denominación proviene del texto "DOMINUS LEGEM DAT" escrito en el rollo que Cristo da a Pedro en el mosaico de la cúpula del Baptisterio de San Giovanni in Fonte de Nápoles.
Las influencias de la escena se hallan en la tradición imperial romana, en la que es el emperador quien hace entrega de un documento a un subordinado. El cristianismo adaptó la iconografía al contenido de su mensaje ideológico, incluyendo el crismón (anagrama del nombre de Cristo); es frecuente que, además de representar a Jesús entre los apóstoles Pedro y Pablo, se incluyan más personajes (otros apóstoles, obispos y otros clérigos, donantes).
Ejemplo de traditio legis es el Sarcófago de Leocadio del Museo Arqueológico Nacional de Tarragona, donde Pedro recibe la Ley con las manos cubiertas, como muestra de respeto, del modo en que se recibía de los emperadores (Missorium de Teodosio). La importancia otorgada a la escena hizo que se seleccionara como tema para representar en el ábside de la antigua Basílica de San Pedro de Roma; donde Cristo aparecía sobre los cuatro ríos del Paraíso (que dibujan una cruz), dando el rotulus legis a Pedro, que se sitúa a su izquierda, delante de Pablo.

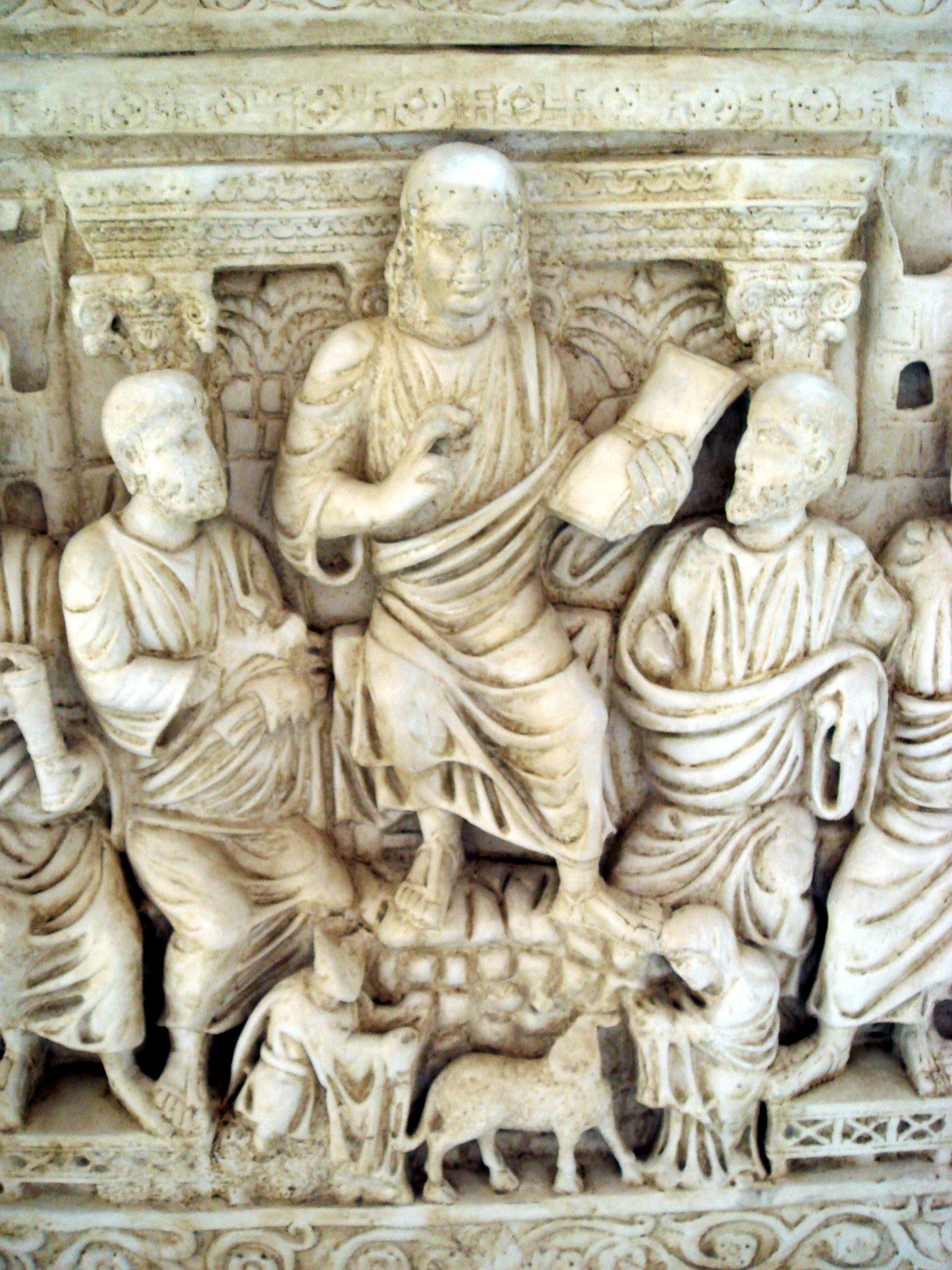
Sarcófago de Estilicón, ca. 385. Museo Civiltà Romana, Roma.
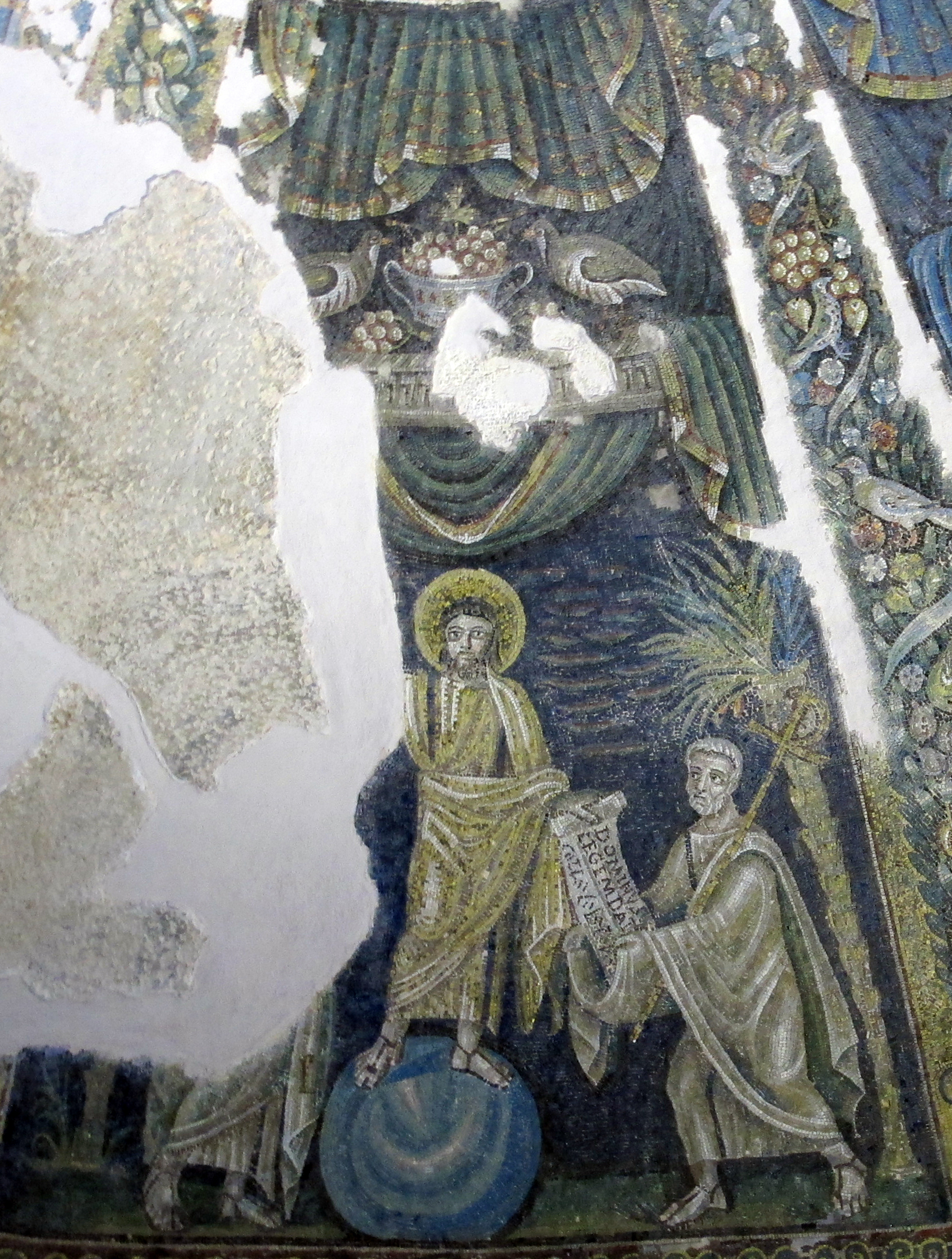
«DOMINUS LEGEM DAT», mosaico del Baptisterio de San Giovanni in Fonte, ca. 390.
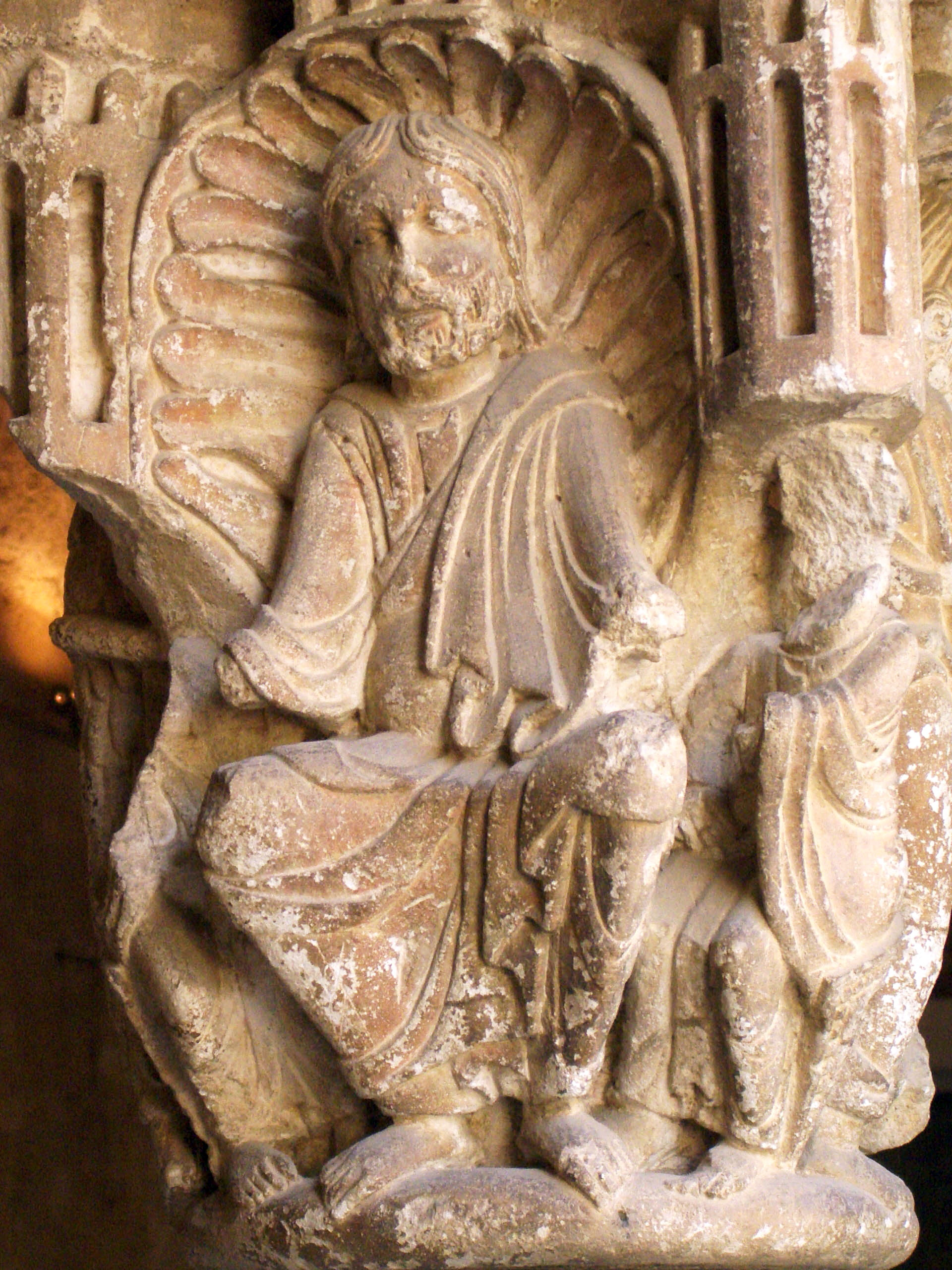
Capitel historiado del Monasterio de Sant Cugat, siglos XII-XIII.